# Erika Sawajiri
Erika Sawajiri (Tokyo, 8 de Abril de 1986) é uma atriz, cantora e modelo japonesa. Tem dois irmãos mais velhos, o seu pai é japonês e a sua mãe é de ascendência argelina-francesa. Ficou conhecida pelo papel com que se estreou: Kaoru Amane na série Taiyo no Uta contracenando com Takayuki Yamada. Os seus passatempos preferidos são fazer compras, coleccionar doces baratos e cozinhar. Actualmente é casada com o realizador de cinema Takashiro Tsuyoshi. Em novembro de 2019, foi presa por posse ilegal de drogas.

## Televisão
| Ano  | Drama                                                              | Papel                        | Emissora  |
| ---- | ------------------------------------------------------------------ | ---------------------------- | --------- |
| 2003 | Hotman ホットマン                                                  | Satsuki Akikawa (秋川さつき) | TBS       |
| 2003 | Hitonatsu no Papa e ひと夏のパパへ                                 | Satsuki (さつき)             | TBS       |
| 2004 | Sakura Sakumade 桜咲くまで                                         | Naoko Hayashi (林菜穂子)     | MBS       |
| 2005 | Aikurushii あいくるしい                                            | Honoka Kizaki (木崎 ほのか)  | TBS       |
| 2005 | 1 Litro de Lágrimas 1リットルの涙                                  | Aya Ikeuchi (池内 亜也)      | Fuji TV   |
| 2006 | Taiyo no Uta タイヨウのうた                                        | Kaoru Amane (雨音 薫)        | TBS       |
| 2012 | L et M: The Reason I Love You, Other Stories                       | L/M                          | NTV       |
| 2013 | Tokeiya no Musume                                                  | Miyahara Ryo                 | TBS       |
| 2014 | First Class                                                        | Yoshinari Chinami            | Fuji TV   |
| 2014 | First Class 2                                                      | Yoshinari Chinami            | Fuji TV   |
| 2015 | Yōkoso, Wagaya e                                                   | Asuka Kandori                | Fuji TV   |
| 2016 | Ōoku                                                               | Omiyo and Ume                | Fuji TV   |
| 2016 | Moumoku no Yoshinori-sensei: ~Hikari wo Ushinatte Kokoro ga Mieta~ | Mayumi Arai                  | Nippon TV |
| 2017 | Haha ni Naru                                                       | Yui Kashiwazaki              | Nippon TV |

## Cinema
| Data       | Filme                                 | Papel                                      | Produtora                    |
| ---------- | ------------------------------------- | ------------------------------------------ | ---------------------------- |
| 2004.02.28 | Mondai no nai watashitachi            | Shintani Maki (新谷麻綺)                   | Asmik Ace                    |
| 2005.01.22 | Pacchigi! (We Shall Overcome Someday) | Lee Kyung-ja 李慶子、リ･キョンジャ、이경자 | Asmik Ace                    |
| 2005.04.16 | Ashurajou no Hitomi                   | 谷地                                       | Shochiku                     |
| 2005.09.17 | Shinobi: Heart Under Blade            | Hotarubi (蛍火)                            | Shochiku                     |
| 2006.05.13 | Mamiya kyodai                         | Naomi Honma (本間直美)                     | Asmik Ace                    |
| 2006.09.16 | Sugar & Spice                         | Noriko Watanabe (渡辺乃里子)               | Toho                         |
| 2006.09.30 | Otoshimono (Ghost Train)              | Nana (奈々)                                | Shochiku                     |
| 2006.10.21 | Tentama 天使の卵                      | Natsuki Saito (斎藤夏姫)                   | Shochiku                     |
| 2006.11.11 | Tegami 手紙                           | Yumiko Iraishi (白石由美子)                | Gaga Communications          |
| 2007.09.29 | Closed Note (クローズド・ノート)      | Kae Hori (堀井香恵)                        | Toho                         |
| 2012.07.14 | Helter Skelter                        | Ririko (Lilico)                            | Asmik Ace                    |
| 2015.05.30 | Shinjuku Swan                         | Ageha                                      | Sony Pictures Entertainment  |
| 2018.02.01 | Funō-han                              | Tada Tomoko                                | Hakuhodo DY Music & Pictures |
| 2018.06.23 | Neko wa Daku Mono                     | Ōishi Saori                                | Kino Films                   |
| 2018.09.?? | Taberu Onna                           | Komugi Den Keiko                           | Toei Company                 |
| 2018.10.19 | Oku otoko                             |                                            | Toho                         |

## Vídeos de Músicas
| Ano  | Cantora           | Video-Clip de Música                              | Informações                           |
| ---- | ----------------- | ------------------------------------------------- | ------------------------------------- |
| 2003 | Kishidan          | Secret Love Story                                 | -                                     |
| 2003 | Zeebra feat. Hiro | Big Big Money                                     | -                                     |
| 2005 | Rip Slyme         | Hey! Brother                                      | Theme song of Mamiya kyodai           |
| 2006 | Kaoru Amane       | A Song to the Sun (タイヨウのウタ, Taiyou no Uta) | Theme song of A Song to the Sun       |
| 2006 | Kaoru Amane       | Stay With Me                                      | Insert song of A Song to the Sun      |
| 2006 | Miliyah Kato      | I Will                                            | Theme song of Otoshimono              |
| 2006 | SunSet Swish      | Kimi ga Iru Kara 君がいるから                     | Theme song of Tentama                 |
| 2006 | Hitomi Takahashi  | Komorebi                                          | Theme song of Tegami                  |
| 2007 | Erika             | Free                                              | Commercial song of Subaru Stella + R2 |
| 2007 | Erika             | Fantasy                                           | Commercial song of music.jp           |
| 2007 | Yui               | Love & Truth                                      | Theme song of Closed Note             |
| 2007 | Erika             | Destination Nowhere                               | Commercial song of music.jp           |

## Discografia

### Singles
| Lançamento | Título                                                          | Oricon | Oricon | Oricon  | Oricon | Oricon  | Oricon  | Albúm | Label                  |
| Lançamento | Título                                                          | Daily  | Weekly | Monthly | Yearly | Debut   | Overall | Albúm | Label                  |
| ---------- | --------------------------------------------------------------- | ------ | ------ | ------- | ------ | ------- | ------- | ----- | ---------------------- |
| 2006.08.30 | "Taiyou no Uta (The Sun's Song)" (c/w Stay with me) Kaoru Amane | 1      | 1      | 1       | 10     | 150,056 | 488,000 | -     | Sony Music Japan       |
| 2007.07.04 | "Free" 1st Single                                               | 1      | 1      | 4       | 67     | 50,287  | 119,817 | TBD   | Studioseven Recordings |
| 2007.11.28 | "Destination Nowhere" 2nd Single                                | 4      | 7      | 18      | 190    | 26,624  | 43,209  | TBD   | Studioseven Recordings |

## Prémios e Nomeações
| Ano  | Prémio                             | Titulo                        | Filme/Série      |
| ---- | ---------------------------------- | ----------------------------- | ---------------- |
| 2001 | Young Jump Uniform Collection      | Runner up                     | -                |
| 2002 | Fuji TV's Visual Queen of the Year | -                             | -                |
| 2005 | 18th Nikkan Sports Movie Award     | Best New Comer Award          | Pacchigi!        |
| 2005 | 30th Houchi Movie Award            | Best New Comer Award          | Pacchigi!        |
| 2005 | 15th Tokyo Sports Movie Award      | Best New Comer Award          | Pacchigi!        |
| 2005 | 79th Kinema Junpo Award            | Best New Comer Award [Female] | Pacchigi!        |
| 2005 | 29th Japan Academy Awards          | Best New Comer Award [Female] | Pacchigi!        |
| 2005 | 2006 Elandor Award                 | Best New Comer Award          | 1 Litre of Tears |
| 2005 | 43rd Golden Arrow Award            | Best New Comer Award          | 1 Litre of Tears |